# Carmahome
Die kleine Megalithanlage, die in der Form dem Typ Clava Cairn etwa entspricht, liegt isoliert vom Verbreitungsgebiet der Anlagen dieses Typs in Carmahome, nahe Kilpatrick auf der Isle of Arran in North Ayrshire in Schottland an einem Hang im Moor und wurde vermutlich 1924 von Ludovic MacLellan Mann (1869–1955) ausgegraben. 

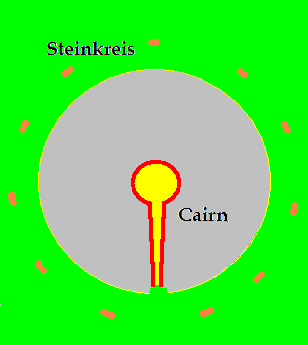
Schema eines Clava Cairns

Zehn plattige Steine sind annähernd kreisförmig zu einer Kammer angeordnet. Ein Ring von Randsteinen, die in größeren Abständen gesetzt sind, fasst den Hügel von 5,3 m Durchmesser ein. Der Hügel ist bis zu einer Höhe von etwa 0,9 m erhalten und schließt bündig mit den Randsteinen ab. Cairn Material wurde auch außerhalb der Einfassung gefunden. Der Zugang befindet sich im Südwesten, auf der abfallenden Hangseite. Der kurze trapezoide Gang ist außen 1,05 m und innen etwa 0,75 m breit. Er führt zu einer runden Kammer, von etwa 1,5 m Durchmesser, die zur Hälfte mit Erde, Steinen und Torf angefüllt war und deren Deckstein ausgegangen ist. Der Boden war von zwei großen und einer kleinen Platte bedeckt. Eine Platte wurde aufgehoben und eine Steinaxt aus Grauwacke entdeckt.